# Römersprudel
Der Römersprudel ist eine Quelle an der Peter-Scholzen-Straße im Trierer Stadtteil Feyen mit geringem Mineralien- und hohem Kohlensäuregehalt. Deshalb als Sauerbrunnen klassifiziert, diente sie schon in römischer Zeit als Brunnen. Die Quelle wurde noch bis 1977 wirtschaftlich genutzt, ist heute in einem desolaten Zustand und der Öffentlichkeit nicht zugänglich. Sein Abfluss mündet über den Kobenbach in die Mosel.
Römersprudel bezeichnet auch einen Gemeindeteil von Trier und Zum Römersprudel ist eine Straßenbezeichnung.

## Geschichte
Ausgrabungen aus dem Jahr 1950 und dendrochronologische Untersuchungen in den 1970er Jahren belegen, dass an der Stelle des heutigen Brunnenhauses bereits um 542 v. Chr. eine größere Anlage zum Abschöpfen von Wasser bestand. Wie das Herrenbrünnchen in Heiligkreuz und die Brunnenanlage am Lenus-Mars-Tempel in Trier-West hat auch der Römersprudel seinerzeit entscheidend zur Besiedlung der Trierer Talweite beigetragen. Funde aus der Römerzeit lassen mutmaßen, dass die Quelle seit über 4000 Jahren genutzt wird.
Die Quelle gehörte im Mittelalter zur Abtei St. Matthias und kam 1800 als Revolutionsgut der Franzosen in die Verwaltung der Vereinigten Hospizien, die der Säkularisation des ehemaligen Kirchenbetriebes dienten. Da 1859 eine Restaurierung der Quellfassung nicht gelang, wurde die Quelle seinerzeit von der preußischen Regierung privat veräußert. Der neue Eigentümer hieß C. Ed. Mohl. Obwohl er eine Zeitlang wirtschaftlich erfolgreich war, musste der Römersprudel 1885 zwangsversteigert werden, eine Familie Kranz kam in seinen Besitz. Um 1900 wurde eine Aktiengesellschaft für den Betrieb gegründet.
1936 wurde der Betrieb vom Rechtsanwalt Mehn übernommen. 1949 wurde sie unter Erwin Schweizer vom Kupferschmied Franzen noch einmal neu gefasst. Noch in den 1950er Jahren hatte die Quelle eine Schüttung von 30.000 Liter pro Tag. Seinerzeit gab es aufgrund verschiedener Studien sogar Pläne, vor Ort ein Kurheilbad zu errichten, jedoch hatte das Wasser einen für Kurorte und Heilbrunnen nicht ausreichenden Mineraliengehalt. Der Brunnen wurde weiter betrieben, bis 1977 die Produktion von Tafelwasser und Limonaden eingestellt wurde. Der Gerolsteiner Brunnen übernahm die Produktion.
1977 wurde der Brunnen von der Trierer Immobilienfirma TRIWO übernommen, die sich dabei verpflichtete, den Brunnen mindestens zehn Jahre lang nicht mehr wirtschaftlich zu nutzen. Im Juli 1996 verkaufte die TRIWO die Anlagen für 600.000 DM, also umgerechnet 308.000 Euro, an die Trierer Arbeiterwohlfahrt, die im Jahre 2000 Konkurs anmeldete. Das Gelände verwahrlost seitdem zusehends.

## Mineralgehalt
Die Quelle ist ein Eisensäuerling mit einem Eisen-Anteil von circa 17 mg pro kg Wasser und circa 2,8 pro kg an freier Kohlensäure. Sie enthält insgesamt 760 mg an gelösten festen Bestandteilen in 1 kg Wasser. Laut Untersuchungen in den 1950er und 1960er Jahren ist das Wasser fast kochsalzfrei. Ähnlich kochsalzfreie Quellen findet man in Bad Schwalbach, Bad Pyrmont und Bad Elster.